# Claremont House

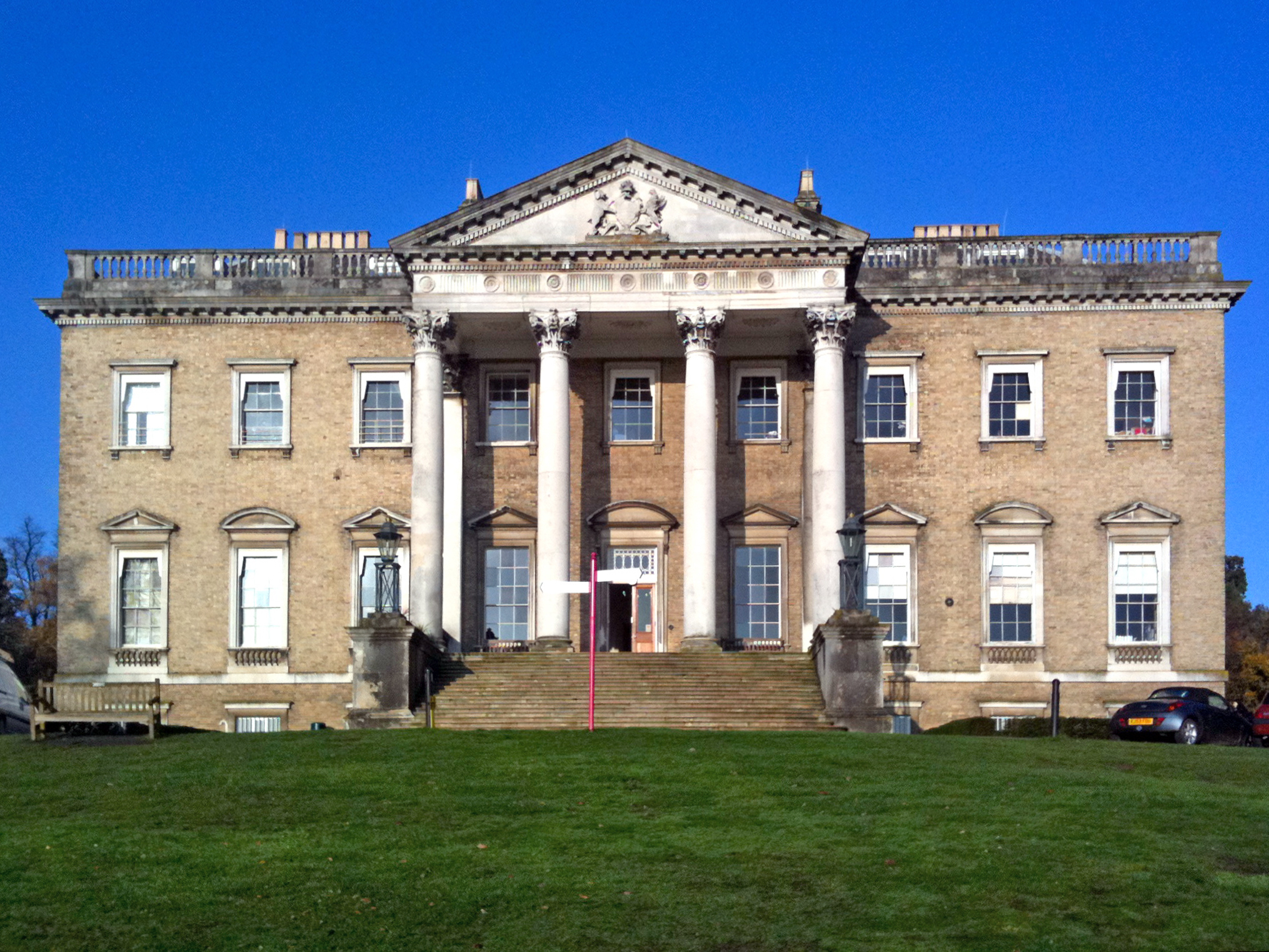
Claremont House, 2010

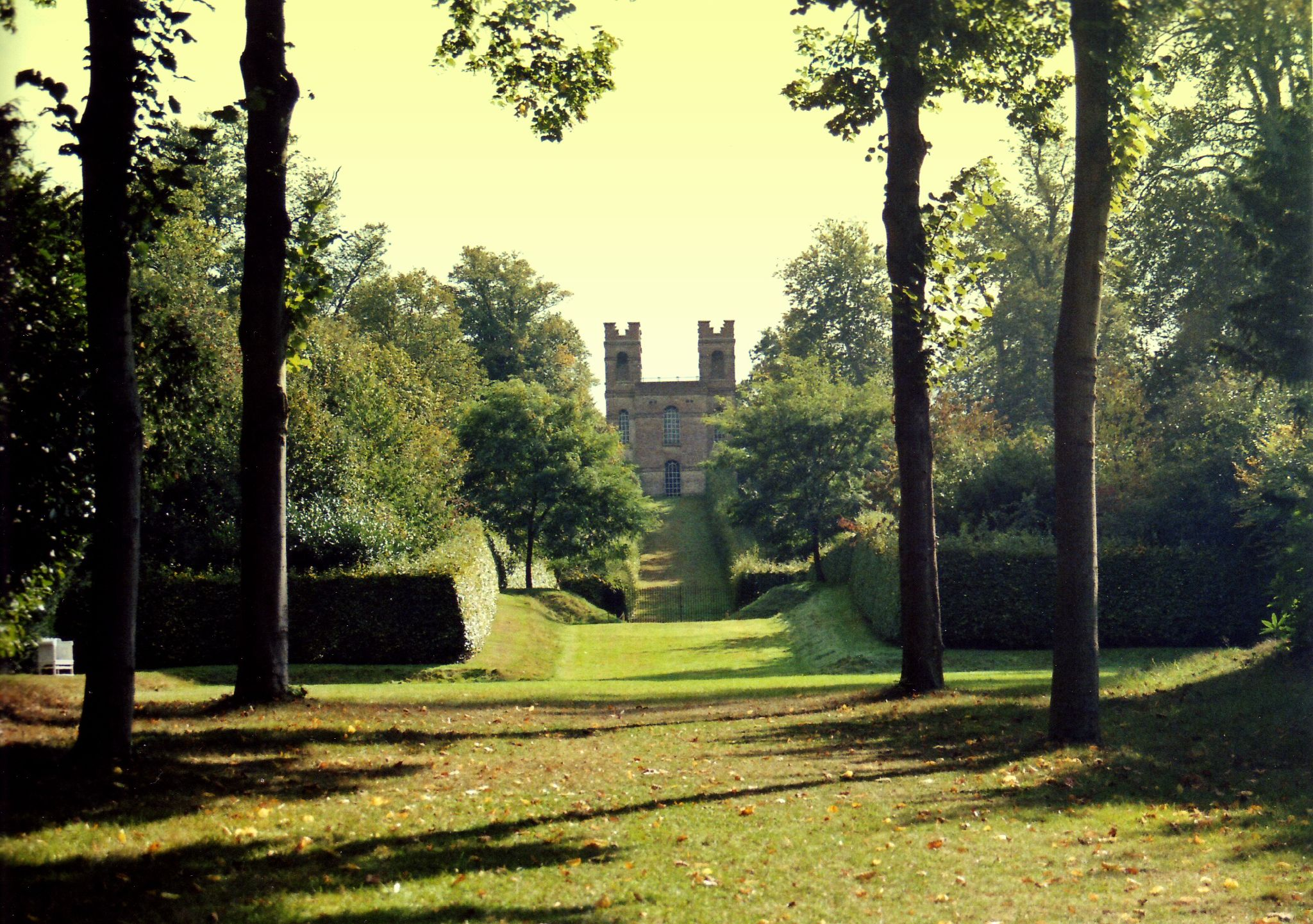
De tuinen van Claremont House met zicht op de torenvormige belvedère

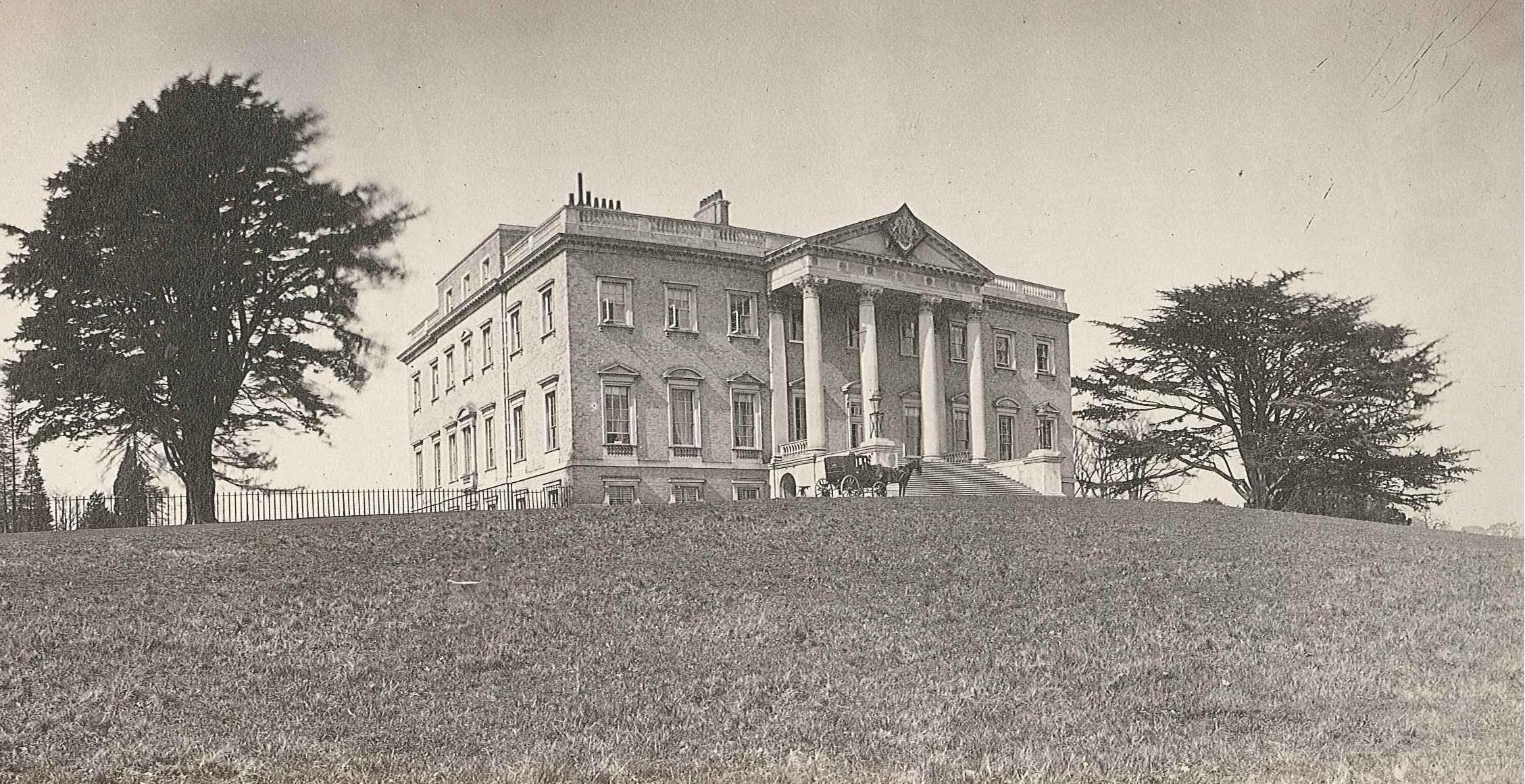
Claremont House, ca. 1860

Claremont House is een 18e-eeuws landhuis en voormalig koninklijk paleis nabij Esher in Surrey (Engeland), net buiten Londen. Het was ooit de residentie van de latere koning Leopold I van België en later van zijn schoonvader, de verbannen ex-koning Lodewijk Filips I van Frankrijk, die er overleed.

## Geschiedenis

### Vroege geschiedenis
De eerste gebouwen op het landgoed werden neergezet in 1708 in opdracht van de toneelschrijver en architect John Vanbrugh. De gebouwen omvatten een huis, stallen en ommuurde tuinen. In 1714 verkocht hij het complex aan Henry Pelham (eerste minister van Groot-Brittannië van 1743 tot 1753). Pelham liet Vanbrugh twee vleugels aan het gebouw toevoegen. Ook bouwde Vanbrugh in opdracht van Pelham een torenvormige belvedère in de tuin als uitkijkpunt over het omringende landschap. Het landhuis en omringende landgoed werd Claremont genoemd naar Pelham, die de adellijke titel earl (graaf) van Clare droeg.
Na de dood van Pelham in 1768 werd het landgoed verkocht aan Robert Clive, een Britse generaal die een centrale rol speelde in de Britse verovering van India en de vestiging van Brits-Indië. Clive liet het huis afbreken en het huidige landhuis in palladianistische stijl neerzetten. De architect van het nieuwe gebouw was Capability Brown. Clive woonde echter nooit op Claremont omdat het pas in 1774, een jaar na zijn dood, gereed kwam.

### Claremont als koninklijk paleis
In 1816 werd Claremont door de natie aangekocht als huwelijksgeschenk voor prinses Charlotte Augusta van Wales en haar man, prins Leopold van Saksen-Coburg. Charlotte Augusta beviel op 5 november 1817 op Claremont van een doodgeboren zoon. Een dag later stierf zij aan de gevolgen.
Leopold verliet Claremont in 1831 om de eerste koning van België te worden. Het huis bleef echter in zijn bezit tot zijn dood in 1865. Leopold gaf het huis in leen aan zijn nichtje, prinses (en later koningin) Victoria, die er als kind en volwassene regelmatig verbleef.
Na het aftreden van de Franse koning Lodewijk Filips I in 1848 mochten hij en zijn vrouw Marie Amélie het landhuis van Leopold I gebruiken, die met hun dochter Louise-Marie was getrouwd. Lodewijk Filips verbleef op Claremont tot zijn dood in 1850.
Koningin Victoria gaf Claremont in 1882 aan haar jongste zoon Leopold ter gelegenheid van zijn huwelijk met Helena van Waldeck-Pyrmont, zus van de Nederlandse koningin-regentes Emma. Na de dood van Leopold in 1884 en Helena in 1922 zou hun zoon Karel Eduard van Saksen-Coburg en Gotha het landgoed erven. Karel had echter als generaal aan Duitse kant gediend tijdens de Eerste Wereldoorlog. De Britse regering verklaarde Claremont daarom eigendom van de staat en verkocht het aan William Corry, eigenaar van de Cunard Line. Na Corry's dood werd het landhuis in 1928 opgekocht door een rijke Duitse investeerder, Eugen Spier.

### Moderne tijd
Na 1930 bleef Claremont House leegstaan. Er waren plannen om het complex af te breken, maar uiteindelijk kreeg het een nieuwe bestemming als lagere school, de Claremont School, later Claremont Fan Court School.
In 1949 werd 50 hectare van het landgoed opgekocht door de National Trust. In 1975 begon de National Trust met de restauratie van de 18e-eeuwse tuinen rond het landhuis. In 1996 werd de torenvormige belvedère publiek toegankelijk gemaakt.